# WTAドイツ・オープン
WTAドイツ・オープンはドイツ・ベルリンで毎年6月に行われるWTAテニストーナメントである。ドイツテニス連盟（DTB）が主催し、大会の格はWTA 500、サーフェスはグラスである。

## 概要
1896年にドイツで始まった最古の女子テニス大会の一つが本大会の源流である。以前は、1971年から1978年までドイツ・ハンブルクで、1978年から同国・ベルリンのLTTC Rot-Weiß Berlinで毎年5月に行われていた。大会の格はグレード制度が導入された1988年から一貫して最上位のティアIに属した。しかし、2009年に興行権を保持していたカタールテニス連盟が権利をドイツ側に返納し、ドイツ側で新たなスポンサーを見つけることが出来なかった為2008年度大会を最後に開催が中断していた。
2020年より再開することが決定したが、新型コロナウイルス感染症が世界的に流行したことでWTAツアーが中断され、本大会も中止となった。2021年に13年ぶりに復活した。サーフェスがクレーからグラスに変更となっている。

## 大会名の変遷
- 1971年–1979年: ドイツ・オープン
- 1980年: 開催無し
- 1981年–1988年: ドイツ・オープン
- 1989年–1990年: ルフトハンザ・カップ
- 1991年–1992年: ルフトハンザ・カップ・ドイツ・オープン
- 1993年–2000年: ドイツ・オープン
- 2001年–2002年: ユーロカード・ドイツ・オープン
- 2003年: マスターカード・ドイツ・オープン
- 2004年: ドイツ女子オープン
- 2005年: カタール・トータル・ドイツ・オープン
- 2006年–2008年: カタール・テレコム・ドイツ・オープン
- 2009年–2020年: 開催無し
- 2021年-:bett1・オープン

## 大会歴代優勝者

### シングルス
| 年     | 優勝者                           | 準優勝者                         | 決勝結果       |
| ------ | -------------------------------- | -------------------------------- | -------------- |
| 1971年 | ビリー・ジーン・キング           | ヘルガ・マストホフ               | 6-3, 6-2       |
| 1972年 | ヘルガ・マストホフ               | リンダ・トゥエロ                 | 6-3, 3-6, 8-6  |
| 1973年 | ヘルガ・マストホフ               | パット・ウォークデン             | 6-4, 6-1       |
| 1974年 | ヘルガ・マストホフ               | マルチナ・ナブラチロワ           | 6-4, 5-7, 6-3  |
| 1975年 | レナータ・トマノワ               | 沢松和子                         | 7-6, 5-7, 10-8 |
| 1976年 | スー・バーカー                   | レナータ・トマノワ               | 6-3, 6-1       |
| 1977年 | ローラ・デュポン                 | ハイジ・アイスターレーナー       | 6-1, 6-4       |
| 1978年 | ミマ・ヤウソベッツ               | バージニア・ルジッチ             | 6-2, 6-3       |
| 1979年 | キャロライン・ストール           | レジナ・マルシコワ               | 7-6, 6-0       |
| 1980年 | 大会開催なし                     | 大会開催なし                     | 大会開催なし   |
| 1981年 | レジナ・マルシコワ               | イバンナ・マドルガ               | 6-2, 6-1       |
| 1982年 | ベッティーナ・バンジ             | キャシー・リナルディ             | 6-2, 6-2       |
| 1983年 | クリス・エバート                 | キャスリーン・ホーバス           | 6-4, 7-6       |
| 1984年 | クラウディア・コーデ＝キルシュ   | キャスリーン・ホーバス           | 7-6, 6-1       |
| 1985年 | クリス・エバート                 | シュテフィ・グラフ               | 6-4, 7-5       |
| 1986年 | シュテフィ・グラフ               | マルチナ・ナブラチロワ           | 6-2, 6-3       |
| 1987年 | シュテフィ・グラフ               | クラウディア・コーデ＝キルシュ   | 6-2, 6-3       |
| 1988年 | シュテフィ・グラフ               | ヘレナ・スコバ                   | 6-3, 6-2       |
| 1989年 | シュテフィ・グラフ               | ガブリエラ・サバティーニ         | 6-3, 6-1       |
| 1990年 | モニカ・セレシュ                 | シュテフィ・グラフ               | 6-4, 6-3       |
| 1991年 | シュテフィ・グラフ               | アランチャ・サンチェス・ビカリオ | 6-3, 4-6, 7-6  |
| 1992年 | シュテフィ・グラフ               | アランチャ・サンチェス・ビカリオ | 4-6, 7-5, 6-2  |
| 1993年 | シュテフィ・グラフ               | ガブリエラ・サバティーニ         | 7-6, 2-6, 6-4  |
| 1994年 | シュテフィ・グラフ               | ブレンダ・シュルツ＝マッカーシー | 7-6, 6-4       |
| 1995年 | アランチャ・サンチェス・ビカリオ | マグダレナ・マレーバ             | 6-4, 6-1       |
| 1996年 | シュテフィ・グラフ               | カリナ・ハブスドバ               | 4-6, 6-2, 7-5  |
| 1997年 | メアリー・ジョー・フェルナンデス | マリー・ピエルス                 | 6-2, 3-6, 6-2  |
| 1998年 | コンチタ・マルティネス           | アメリ・モレスモ                 | 6-4, 6-4       |
| 1999年 | マルチナ・ヒンギス               | ジュリー・アラール＝デキュジス   | 6-0, 6-1       |
| 2000年 | コンチタ・マルティネス           | アマンダ・クッツァー             | 6-1, 6-2       |
| 2001年 | アメリ・モレスモ                 | ジェニファー・カプリアティ       | 6-4, 2-6, 6-3  |
| 2002年 | ジュスティーヌ・エナン           | セリーナ・ウィリアムズ           | 6-2, 1-6, 7-6  |
| 2003年 | ジュスティーヌ・エナン＝アーデン | キム・クライシュテルス           | 6-4, 4-6, 7-5  |
| 2004年 | アメリ・モレスモ                 | ビーナス・ウィリアムズ           | 棄権           |
| 2005年 | ジュスティーヌ・エナン＝アーデン | ナディア・ペトロワ               | 6-3, 4-6, 6-3  |
| 2006年 | ナディア・ペトロワ               | ジュスティーヌ・エナン＝アーデン | 4-6, 6-4, 7-5  |
| 2007年 | アナ・イバノビッチ               | スベトラーナ・クズネツォワ       | 3-6, 6-4, 7-6  |
| 2008年 | ディナラ・サフィナ               | エレーナ・デメンチェワ           | 3-6, 6-2, 6-2  |
| 2021年 | リュドミラ・サムソノワ           | ベリンダ・ベンチッチ             | 1–6, 6–1, 6–3  |

### ダブルス
| 年     | 優勝者                                                  | 準優勝者                                                            | 決勝結果         |
| ------ | ------------------------------------------------------- | ------------------------------------------------------------------- | ---------------- |
| 1978年 | ミマ・ヤウソベッツ バージニア・ルジッチ                 | ヘルガ・マストホフ カーチャ・エビングハウス                         | 6-4, 5-7, 6-0    |
| 1979年 | ロージー・カザルス ウェンディ・ターンブル               | イボンヌ・コーリー ケリー・レイド                                   | 6-2, 7-5         |
| 1980年 | 大会開催なし                                            | 大会開催なし                                                        | 大会開催なし     |
| 1981年 | ロザリン・フェアバンク ターニャ・ハーフォード           | スー・バーカー レナータ・トマノワ                                   | 6-3, 6-4         |
| 1982年 | エリザベス・ゴードン ベバリー・モールド                 | クラウディア・コーデ＝キルシュ ベッティーナ・バンジ                 | 6-3, 6-4         |
| 1983年 | アン・ホッブズ ジョー・デュリー                         | クラウディア・コーデ＝キルシュ エヴァ・プファッフ                   | 6-4, 7-6         |
| 1984年 | アン・ホッブズ キャンディ・レイノルズ                   | キャスリーン・ホーバス バージニア・ルジッチ                         | 6-3, 4-6, 7-6    |
| 1985年 | クラウディア・コーデ＝キルシュ ヘレナ・スコバ           | シュテフィ・グラフ カトリーヌ・タンビエ                             | 6-4, 6-1         |
| 1986年 | シュテフィ・グラフ ヘレナ・スコバ                       | マルチナ・ナブラチロワ アンドレア・テメシュバリ                     | 7-5, 6-2         |
| 1987年 | クラウディア・コーデ＝キルシュ ヘレナ・スコバ           | カタリナ・リンドクイスト ティヌ・ショイアー・ラルセン               | 6-1, 6-2         |
| 1988年 | ナタリー・トージア イサベル・デモンジョー               | クラウディア・コーデ＝キルシュ ヘレナ・スコバ                       | 6-2, 4-6, 6-4    |
| 1989年 | エリザベス・スマイリー ジャニン・トンプソン             | グレッチェン・メジャーズ リセ・グレゴリー                           | 5-7, 6-3, 6-2    |
| 1990年 | ニコル・プロビス エルナ・ライナッハ                     | ハナ・マンドリコワ ヤナ・ノボトナ                                   | 6-2, 6-1         |
| 1991年 | ラリサ・ネーランド ナターシャ・ズベレワ                 | ニコル・プロビス エルナ・ライナッハ                                 | 6-3, 6-3         |
| 1992年 | ラリサ・ネーランド ヤナ・ノボトナ                       | ジジ・フェルナンデス ナターシャ・ズベレワ                           | 7-6, 4-6, 7-5    |
| 1993年 | ジジ・フェルナンデス ナターシャ・ズベレワ               | ブレンダ・シュルツ デビー・グラハム                                 | 6-1, 6-3         |
| 1994年 | ジジ・フェルナンデス ナターシャ・ズベレワ               | アランチャ・サンチェス・ビカリオ ヤナ・ノボトナ                     | 6-3, 7-6         |
| 1995年 | アマンダ・クッツァー イネス・ゴロチャテギ               | ラリサ・ネーランド ガブリエラ・サバティーニ                         | 4-6, 7-6, 6-2    |
| 1996年 | ラリサ・ネーランド メレディス・マグラス                 | マルチナ・ヒンギス ヘレナ・スコバ                                   | 6-1, 5-7, 7-6    |
| 1997年 | リンゼイ・ダベンポート ヤナ・ノボトナ                   | ジジ・フェルナンデス ナターシャ・ズベレワ                           | 6-2, 3-6, 6-2    |
| 1998年 | リンゼイ・ダベンポート ナターシャ・ズベレワ             | ナタリー・トージア アレクサンドラ・フセ                             | 6-3, 6-0         |
| 1999年 | ナタリー・トージア アレクサンドラ・フセ                 | ヤナ・ノボトナ パトリシア・タラビーニ                               | 6-3, 7-5         |
| 2000年 | アランチャ・サンチェス・ビカリオ コンチタ・マルティネス | アマンダ・クッツァー コリーナ・モラリュー                           | 3-6, 6-2, 7-6    |
| 2001年 | エルス・カレンズ メガン・ショーネシー                   | エレーナ・リホフツェワ カーラ・ブラック                             | 6-4, 6-3         |
| 2002年 | エレーナ・デメンチェワ ヤネッテ・フサロバ               | アランチャ・サンチェス・ビカリオ ダニエラ・ハンチュコバ             | 0-6, 7-6, 6-2    |
| 2003年 | ビルヒニア・ルアノ・パスクアル パオラ・スアレス         | キム・クライシュテルス 杉山愛                                       | 6-3, 4-6, 6-4    |
| 2004年 | ナディア・ペトロワ メガン・ショーネシー                 | コンチタ・マルティネス ヤネッテ・フサロバ                           | 6-2, 2-6, 6-1    |
| 2005年 | エレーナ・リホフツェワ ベラ・ズボナレワ                 | リーゼル・フーバー カーラ・ブラック                                 | 4-6, 6-4, 6-3    |
| 2006年 | 鄭潔 晏紫                                               | エレーナ・デメンチェワ フラビア・ペンネッタ                         | 6-2, 6-3         |
| 2007年 | リサ・レイモンド サマンサ・ストーサー                   | タチアナ・ガルビン ロベルタ・ビンチ                                 | 6-3, 6-4         |
| 2008年 | リーゼル・フーバー カーラ・ブラック                     | ヌリア・リャゴステラ・ビベス マリア・ホセ・マルティネス・サンチェス | 3-6, 6-2 [10-2]  |
| 2021年 | ビクトリア・アザレンカ アリーナ・サバレンカ             | ニコール・メリチャー デミ・スゥース                                 | 4–6, 7–5, [10–4] |